# Hoploscopa cynodonta
Hoploscopa cynodonta is een vlinder uit de familie van de grasmotten (Crambidae), uit de onderfamilie van de Hoploscopinae. De wetenschappelijke naam van deze soort is voor het eerst gepubliceerd in 2020 door Théo Léger en Matthias Nuss.
De voorvleugellengte van het vrouwtje is 8 millimeter en van het mannetje tussen 8 en 10 millimeter.
De soort komt voor op het eiland Borneo (Brunei en Maleisië (Sabah)) op een hoogte tussen 300 tot 1700 meter.